# Richard B. Shull
Richard Bruce Shull (24 de febrero de 1929 - 14 de octubre de 1999) fue un actor de carácter estadounidense.

## Biografía

### Primeros años
Shull nació en Evanston, Illinois, hijo de Zana Marie (de soltera Brown), taquígrafa de la corte, y Ulysses Homer Shull, un ejecutivo de fabricación. Asistió a la escuela secundaria de York (Elmhurst, Illinois) y a la Universidad de Iowa. Sirvió en el Ejército de los Estados Unidos antes de comenzar su carrera en Broadway como director de escena.

### Carrera de actuación
Tuvo su primera gran oportunidad como actor cuando fue elegido para Minnie's Boys en 1970. Sus créditos teatrales adicionales incluyen Goodtime Charley (en la que cantó a dúo "Merci, Bon Dieu"; y por la que recibió nominaciones a los premios Tony y Drama Desk), Fools, The Front Page, A Flea in Her Ear y Victor/Victoria.
Los créditos cinematográficos de Shull incluyen treinta películas, incluyendo Supergolpe en Manhattan (1971), Klute (1971), Slither (1973), The Fortune (1975), Splash (1984), Buscando a Greta (1984), Unfaithfully Yours (1984), Esposa por sorpresa (1992) y Private Parts (1997).
Sus apariciones en televisión incluyeron Love, American Style en el episodio "Love and the Locksmith", Ironside en "Once More for Joey" emitido en 1974, Good Times en "The Visitor", The Rockford Files en "The Great Blue Lake", Alice en "Flo's Chili Reception", donde interpretó al dueño del restaurante rival de Mel, Barney de Barney's Burger Barn, Lou Grant en "Samaratan", Hart to Hart y Holmes &amp; Yoyo, donde interpretó a un detective de policía, así como numerosas películas para televisión. También apareció como juez en un vídeo musical de la canción "Keeping the Faith" (1984), de Billy Joel. Apareció como el repartidor en Tales from the Darkside Do Not Open This Box (1988), serie 4, episodio 15. En 1963, Richard se convirtió en miembro del club de teatro histórico The Lambs, formó parte de su consejo y siguió siendo miembro hasta su muerte.

### Carrera en la escritura
Como escritor, Shull escribió la obra de 1960 Fenton's Folly, que fue adaptada como Fentons völlig verrückte Erfindung (1967), una película alemana independiente filmada en Austria. Shull también escribió la historia de la película de suspenso Aroused de 1966 y fue coautor, con William L. Rose, de la película dramática Pamela, Pamela You are... (1968).

### Muerte
El 14 de octubre de 1999, Shull murió de un ataque cardíaco en su casa de Nueva York; tenía 70 años. Había estado apareciendo en la obra <i>Epic Proportions</i> en Broadway. Fue enterrado en el cementerio de Kensico en el condado de Valhalla Westchester, Nueva York.

## Pasatiempos e intereses
En una entrevista de 2012, el coprotagonista de Shull en Holmes & Yoyo, John Schuck, lo recordó como "un actor muy divertido y un hombre único", y agregó que Shull "vivió en los años 40. Compraba ropa de los años 40, sólo usaba pluma y tinta, tenía su propio vagón de ferrocarril que acoplaba a los trenes y viajaba por todo el país. Tenía un auto Chevrolet de 1949. Quiero decir, realmente vivió en el pasado. Bastante notable."
En 1995, Shull cofundó la Sociedad Real Araucana de América del Norte (NAARS) con Daniel Paul Morrison. La NAARS estudia el Reino de la Araucanía y la Patagonia, fundado en 1860 por el pueblo mapuche de América del Sur. La NAARS dedicó gran parte del número 10 de su revista oficial, The Steel Crown, a la vida de Shull.
Shull era miembro investido de The Baker Street Irregulars, la sociedad literaria dedicada a Sherlock Holmes. Recibió su investidura "Un actor y un caso excepcional" en 1986.
Shull era miembro del Players Club, del New York y de los Sons of the Revolution en el estado de Nueva York.

## Filmografía
| Año  | Título                                   | Papel                              |
| ---- | ---------------------------------------- | ---------------------------------- |
| 1965 | Watch the Birdie                         | Cullen Lauterbach                  |
| 1968 | Cargo of Love                            | Dr. Everett                        |
| 1969 | Decameron '69                            | Amante de Roxana                   |
| 1971 | B.S. I Love You                          | Sr. Harris                         |
| 1971 | Supergolpe en Manhattan                  | Werner                             |
| 1971 | Klute                                    | Sugarman                           |
| 1971 | Made for Each Other                      | Personaje sin nombre               |
| 1971 | Such Good Friends                        | Clarence Fitch                     |
| 1972 | Hail to the Chief                        | Secretario de salud                |
| 1973 | Slither                                  | Harry Moss                         |
| 1973 | Sssssss                                  | Dr. Ken Daniels                    |
| 1974 | Cockfighter                              | Omar Baradansky                    |
| 1975 | The Fortune                              | Sargento detective jefe Jack Power |
| 1975 | Hearts of the West                       | Stout Crook                        |
| 1975 | The Black Bird                           | Vernon Prizer                      |
| 1976 | The Big Bus                              | Emery Bush                         |
| 1977 | The Pack                                 | Hardiman                           |
| 1979 | Dreamer                                  | George Taylor                      |
| 1980 | Wholly Moses!                            | Jetró                              |
| 1981 | Heartbeeps                               | Factory Boss                       |
| 1983 | Lovesick                                 | Dr. Fessner                        |
| 1983 | Movida de verano                         | Eddie                              |
| 1984 | Unfaithfully Yours                       | Jess Keller                        |
| 1984 | Splash                                   | Dr. Ross                           |
| 1984 | Buscando a Greta                         | Shepard Platkin                    |
| 1984 | Keeping The Faith Video Billy Joel - MTV | Billy Joel                         |
| 1986 | Seize the Day                            | Rojox                              |
| 1990 | Tune in Tomorrow                         | Leonard Pando                      |
| 1992 | Esposa por sorpresa                      | Ralph / Bernie Duncle              |
| 1994 | Atrapados en el paraíso                  | Father Ritter                      |
| 1995 | Cafe Society                             | Samuel Segal                       |
| 1995 | Victor/Victoria                          | André Cassell                      |
| 1997 | Private Parts                            | Symphony Sid                       |
| 2000 | Two Family House                         | Sr. Barrancaccio                   |